# Île de Pampou
L'île de Pampou est une île sur la Seine, en France, appartenant administrativement à Tournedos-sur-Seine, en Normandie.

## Description
L'île, inhabitée et recouverte d'arbres, mesure environ 400 mètres de longueur sur 100 mètres de largeur.
L'île de Pampou fait partie d'une zone naturelle d'intérêt écologique, faunistique et floristique.